# 深田美穂
深田 美穂（ふかだ みほ、1980年9月19日 - ）は、日本の元AV女優。

## 略歴
1999年 - 『First Touch』でAVデビュー。
レンタル業及び小売業などの業者を対象とした第1回ホームエンターテイメント産業展には秋吉里香、清水かおり、宮澤ゆうな、夢野まりあなど多くのAV女優と共に参加し『トゥナイト2』にてインタビューを受けている。
フジテレビのバラエティ番組『めちゃ×2イケてるッ!』のコーナーであるクイズ$マジオネアでは「Xちゃん」として出演した。

## 人物
FANZAプロフィールでは、出身地:千葉県としている。
趣味:ショッピング。
特技:空手。
初体験:15歳

## 作品

### アダルトビデオ（撮り下ろし）
1999年
- First Touch（10月29日 VHS KA-1949／1999年11月19日 DVD DV-015、アリスJAPAN）※AVデビュー作
  - First Touch（2009年9月25日、アリスJAPAN PDV-078）DVD ※復刻
- Pure Smile（11月26日、アリスJAPAN KA-1953）VHS
  - ピュアスマイル（2001年3月23日、アリスJAPAN RDV-020）DVD
- ずっと君を見てる（12月31日、アリスJAPAN KA-1959）

2000年
- 制服人形（1月25日（レンタル）VHS KA-1962／7月21日（セル）DVD DV-029、アリスJAPAN）
- きれいなお姉さんは若奥様（2月22日、アリスJAPAN KA-1967）
- 恋のICU（3月21日、アリスJAPAN KA-1969）
- 新任秘書 危ない密室（4月21日、アリスJAPAN KR-9122）
- のぞき魔（4月21日、アリスJAPAN DV-023）
- 女尻（5月19日、アリスJAPAN KA-1977）
- 逆ソープ天国（6月23日、アリスJAPAN KR-9127）
- 制服天使 3 深田美穂（8月1日、サクセス・ビデオ・コミュニティー）
- Look Back（9月29日、アリスJAPAN KA-1996）
- 不法侵乳 8（10月13日、サマンサ XS-2203）
- プッ痴女ミホ（11月10日、アリスJAPAN KR-9137）
- 「淫らにばかしちゃお」（12月22日、アリスJAPAN KA-2004）

2001年
- ＆MOVE（1月19日、アリスJAPAN KA-2009）
- 堕天使X （2月18日、メディアステーション BZ-61）
- やりすぎ家庭教師 17（3月27日、Miss Christine LMC-007）
- 美麗女学園 バトルレイプ・20人の餌食たち（4月25日、h.m.p HODV-00068）全20名 ※芳友グループ20周年記念作
  - 美麗女学園 女学生20人のレイプバトル（12月31日、h.m.p GLE-001）全20名
- 制服リクエスト 着せ替え爆乳（4月30日、h.m.p/Miss Christine LMC-011）
- 深田美穂の制服・下着・全裸 マルチ画面ストーリー（6月20日、SODクリエイト SDDH-003）
- DVDマルチ攻略 in 深田美穂（7月19日 、SODクリエイト SDDH-004）
- 深田美穂の超高級ソープ嬢（8月22日 DVD SDDM-025 9月1日 VHS RSP-042、SODクリエイト）
- MOODYZ青春白書 深田美穂 篠原まこと（9月1日、MOODYZ MDQ-016）
- 深田美穂DVD図鑑（10月20日、SODクリエイト SDDH-010）
- LOVE GIRL 深田美穂（11月1日 VHS MDI-079 12月15日 DVD MDID-079、MOODYZ）

### アダルトビデオ（編集もの、BESTもの、ほか）
2000年
- テンダースマイル 深田美穂（4月1日、サクセス・ビデオ・コミュニティー）※「First Touch」を再編集したもの
- サイセイ（8月11日、アリスJAPAN KA-1988）※デビュー作から第4作までを再編集した総集編
- 美尻 8 深田美穂（11月20日、サクセス・ビデオ・コミュニティー SVC-3391）※「女尻」を再編集したもの
- 隷・秘書 深田美穂（12月1日、サクセス・ビデオ・コミュニティー SVC-3399）※「新任秘書 危ない密室」を再編集したもの

2001年
- 女尻CLIMAX 5th 安里祐加 桜咲れん 葵みのり 麻倉かほり 深田美穂（1月16日、アリスJAPAN KA-2008）全5名
- しっかり突いてねッ!（4月10日、サクセス・ビデオ・コミュニティー SVC-3409）※「Look Back」・他を再編集したもの
- 逆ソープ天国 貸切スペシャル 5（5月18日、アリスJAPAN KR-9151）全5名
- with コスプレHモード 深田美穂 安倍なつき 矢吹マリア（6月21日、h.m.p HODV-00073）DVD 全3名
- 挑発牝 深田美穂（7月1日、サクセス・ビデオ・コミュニティー SVC-3428）※「＆MOVE」を再編集したもの
- NON STOP巨乳120分！！（7月27日、h.m.p SPY-013C5）全12名
- イレブン VOL.2 濡れた胸元のとまどい（8月10日、ビデオバンク BNK-00058）全11名
- 濡れた女たち 4STORY 氷高小夜 鈴木麻奈美 北村うるか 深田美穂（10月21日、ビデオバンク BNK-00065）全4名
- 宇宙企画DX 鬼畜道（10月30日、宇宙企画 FX-52）全6名
- 女尻クライマックス 4（11月9日、アリスJAPAN RDV-098）全5名
- コスプレ殿堂 ザ ベスト 2（12月21日、ビデオバンク BNDV-10008）全6名
- おしゃぶりギャル32人コスプレ120分（12月22日、h.m.p MPD-014C4）全32名

2002年
- HARD CORE 星野くるみ ひろせまなつ 深田美穂 ほか（1月1日、宇宙企画 RMD-132）全5名
- 危ない密室 120MIX（1月15日、アリスJAPAN KR-9162）全8名
- 不法侵乳W 深田美穂 高嶋陽子（1月25日、マックス・エー XV-059）
- 宇宙企画 THE BEST EPISODE 2001 田原あゆみ 小泉キラリ 佐藤まい 三宮里緒 深田美穂 ほか（1月26日、宇宙企画 MDV-042）多数出演
- 逆ソープ天国 スペシャルエレクト 4（2月8日、アリスJAPAN DV-120）全5名
- 堕天使X DELUXE 星野くるみ ひろせまなつ 深田美穂 広末奈緒 麻倉かほり（3月17日、宇宙企画 FX-58）全5名
- やりすぎ家庭教師120分スペシャル！！（3月23日、h.m.p/Miss Christine FMC-005）全5名
- ノーカット4時間！！ 深田美穂（4月5日、アリスJAPAN DV-136）※「女尻」「危ない密室」「きれいなお姉さんは若奥様」「恋のICU」を収録
- ノーカット4時間！！ 深田美穂 2（7月19日、アリスJAPAN DV-162）※「look back」「プッ痴女ミホ」「淫らにばかしちゃお」「& MOVE」を収録
- Tanimania 巨乳アイドル12連パイ（9月21日、ビデオバンク BNDV-10028）全12名
- 危ない密室スペシャル（10月29日、アリスJAPAN DV-189）全8名
- Back! Hip! Fuck! 水島彩 宝来みゆき 深田美穂 星川みなみ 他（11月15日、ムーディーズ MDE-028）多数出演
- やっぱり深田美穂が好き！（11月15日、サクセス・ビデオ・コミュニティー SDV-011）
- やりすぎ家庭教師 秘密･･･（11月21日、ビデオバンク）全6名
- LOVE GIRL 総集編 安里祐加 深田美穂 森野いずみ 音咲絢 椎名真希（12月1日 VHS MDE-031 12月1日 DVD MDED-031、ムーディーズ）全5名
- 騎乗位ベストセレクション 長瀬愛 星野瑠海 うさみ恭香 深田美穂 ほか（12月1日、SODクリエイト RSD-062）全30名以上
- MAX-A Anniversary 3（12月6日、マックスエー XV-098）DVD 全24名
- 有名単体女優25人のオナニーばっかり集めました。（12月15日、ムーディーズ MDE-035）全25名

2003年
- MAX-A Anniversary 2（1月28日、マックスエー XS-2282）VHS 全18名
- 爆乳ロデオドライヴ（2月15日、ムーディーズ MDED-050）全33名
- AVナースステーション（3月15日 VHS MDE-060 3月15日 DVD MDED-060、ムーディーズ）全10名
- 女尻クライマックス 4（3月28日、アリスJAPAN RDV-098）全5名
- ムーディーズ女優コレクション 2（4月15日、ムーディーズ MDED-066）全20名
- 堕天使X 4時間DX（4月25日、宇宙企画 MDS-138）全20名
- ザ･騎乗 Bomb 4時間（5月2日、ビデオバンク BNDV-00122）全24名
- 超高級ソープ嬢 Super Edition Vol.1 及川奈央 川浜なつみ 桜井風花 深田美穂（7月5日、SODクリエイト SDDL-279）全4名
- やりすぎ家庭教師 Complete！（7月18日、Miss Christine WMC-010）全21名
- コスプレ・タイフーン120分（11月17日、Miss Christine WMC-014）全24名
- 巨乳 BEST（12月1日、ムーディーズ MDED-147）全27名
- 巨乳マイホーム（12月20日、SODクリエイト SDDL-305）全8名
- 騎乗メガファック！！！（12月21日、h.m.p WOM-002）全12名

2004年
- Boin Mix BOMB（6月18日、マックスエー）全10名
- 超高級ソープ嬢 超高級レクチャースペシャル（7月22日、SODクリエイト SDDL-349）全4名
- h.m.p女優大図鑑 アイドル編 4時間（9月9日、ビデオバンク BNDV-226）全20名
- アイドルとどこでもいっしょ!（10月10日、ビデオバンク BNDV-233）全18名
- ザ メイド Bomb 4時間（10月21日、ビデオバンク BNDV-237）全20名

2005年
- ザ 女子校生Bomb 4時間（2月21日、ビデオバンク BNDV-264）全22名
- HARD CORE ハードコア（3月31日、宇宙企画 RMD-132）全5名
- ザ・ムチムチ Bomb！ 4時間（7月10日、ビデオバンク BNDV-292）全20名
- 悶絶！爆乳娘4時間！！ 2（7月15日、アリスJAPAN DV-497）全4名
- 悶絶！爆乳娘4時間！！ 3（8月19日、アリスJAPAN DV-513）全4名

2006年
- 女子校生マニア（1月25日、h.m.p HRDV-388）全12名
- ムチムチマニア（5月25日、h.m.p HRDV-427）全12名

2007年
- アリスJAPANプラス 巨乳アイドル4時間（2007年1月26日、アリスJAPAN DV-734）全12名
- やわ乳マニア（2007年5月25日、h.m.p HRDV-543）全12名
- アリスピンクファイル あの新基準モザイクで魅せる！ 深田美穂（2007年6月29日、アリスJAPAN PDV-007）

2009年
- アリスピンクファイル あの新基準モザイクで魅せる！ 深田美穂 2（2009年6月12日、アリスJAPAN PDV-071）
- やりすぎ家庭教師 完全ベスト8時間2枚組（2009年7月21日、ビデオバンク BNDV-682）全29名

2010年
- アリスJAPAN看板シリーズ 女尻 スター女優の美尻たっぷりリモザイク特別盤（2010年3月12日、アリスJAPAN PDV-104）全22名
- アリスJAPAN看板シリーズ 逆ソープ天国 リモザイク特別盤 2（2010年11月26日、アリスJAPAN PDV-127）全23名

2011年以降
- アリスピンクファイル歴代人気女優20名（2011年6月24日、アリスJAPAN PDV-141）全20名
- 深田美穂 BEST 2枚組6時間（2014年12月26日、アリスJAPAN PDV-173）※「First　Touch」「Pure　Smile」「制服人形」「きれいなお姉さんは若奥様」「恋のICU」「危ない密室」「女尻」「Look　Back」を収録
- 中高年男性に送る懐かしのアリスJAPANスター女優BEST（2018年12月13日、アリスJAPAN DVAJ-369）全20名

発売年不明
- Venus Fout 深田美穂（ヴィーナス VE-04）VHS
- 欲情の果てに 深田美穂（APHORODITE AP-0603）VHS
- 爆乳制服生着替え! コスチュームとっかえひっかえ 深田美穂（メディア・ジャック BVB-013）VHS ※「制服リクエスト 着せ替え爆乳」を再編集したもの
- 裏クイーン 深田美穂（? UQ-03）VHS
- ANY GIVEN PUSSY 深田美穂（K.s KS-001）VHS
- Happy Mania 深田美穂（?）VHS
- 深田美穂の超高級ソープ嬢 / ベジタブルトランス 浅井なつみ（SODクリエイト FK-040）DVD ※2作品を収録

他多数出演。

### イメージビデオ
- フードルキッズ 8 in Saipan（桃太郎映像出版 SUN-36）VHS ※「愛咲ゆい」名義 歌舞伎町イメクラ:チェキ娘学園との記載あり [4]。
- フードルキッズコレクション（桃太郎映像出版 DSUN-001）VHS 全2名 ※「愛咲ゆい」名義
- 深田美穂 柔肌 美少女EROS恋写館 87（2000年11月15日、英知出版 BEV73-17）
- 桃太郎 The BEST 2 フードル（2001年12月15日、桃太郎映像出版 MBD-10）全5名 ※「フードルキッズ愛咲ゆい」「フードルキッズもも」「フードルキッズ美鈴」「フードルキッズ長嶋あや」「つるつる姫 坂上江梨子」を収録 「愛咲ゆい」名義

### テレビ番組
- めちゃ×2イケてるッ! クイズ$マジオネア（2001年7月21日、フジテレビ系・「FNS27時間テレビ 15」での生放送）- 「Xちゃん」として登場

## 書籍

### 写真集
- ファーストタッチ（1999年11月25日、双葉社）撮影:高橋生建 ISBN 9784575290400
- ミニスカBEST 美脚系AV女優28人のミニスカ＆パンスト 池野瞳 清水かおり 桜井風花 深田美穂 ほか（2000年8月1日、日本出版社）ISBN 9784890486151 全28名
- みほ（2000年12月5日、英知出版）撮影:藤田健五 ISBN 9784754212711
- Caress 愛撫（2001年4月14日、音楽専科社）撮影:高橋生健 ISBN 9784872790641

### 雑誌
- URECCO 1999年10月号、2000年12月号（ミリオン出版）
- Bejean 1999年10月号、2000年2月号、3月号、7月号、9月号、10月号（深田美穂等身大ポスター付き）、11月号、2001年1月号、2月号、4月号（英知出版）
- FLASH 1999年111月30日号（光文社）
- ミニスカ大図鑑 VOL.44 1999年12月号（日本出版社）
- ベストカメラ 1999年12月号（少年画報社）
- PHOTO SHOT DX VOL.2 川村ひかる 幸田まいこ 伊藤千夏 堀越のり 夢野まりあ ほか（2000年1月15日、英知出版）全15名
- カシャッ! 2000年1月号（竹書房）
- デラべっぴん 2000年1月号（英知出版）
- ベストビデオ 2000年2月号、3月号、5月号、8月号、2001年2月号、6月号（三和出版）
- Don’t 2000年2月号（サン出版）
- PENTHOUSE SPECIAL 2000年2月号（ぶんか社）
- ビデオボーイ 2000年3月号、5月号、10月号、12月号、2001年2月号（英知出版）
- THE トップビデオ 2000年3月号、6月号、12月号、2001年5月号（ダイアプレス）
- ビデオ情報 2000年4月号、2001年6月号（深田美穂・完全カタログ）（日本文芸社）
- AVリアルファイル（2000年5月1日、英知出版）
- オレンジ通信 2000年9月号（東京三世社）
- PHOTO SHOT DX VOL.3（2000年10月10日、英知出版）
- PHOTO SHOT Vol.45（2000年10月25日、英知出版）
- ビデオ独立系インディーズ 2000年12月号（表紙）（三和出版）
- GOKUH 2000年12月号、2001年1月号（バウハウス）
- Beppin School 2000年12月号（英知出版）
- PHOTO SHOT DX VOL.4（2001年1月20日、英知出版）
- DVDアクトレス ACTRESS（2001年1月27日、リイド社）- DVD付
- WEEKLY プレイボーイ 2001年3月20日号（集英社）
- PENTHOUSE JAPAN 2001年4月号（ぶんか社）
- 海賊No.1 2001年5月号（竹書房）
- ビデオ情報 話のチャンネル 2001年6月30日爽夏増刊号（日本文芸社）
- URECCO SUPER BEAUTIES 2001年7月1日号（ミリオン出版）
- Chuッ 2001年8月号（ワニマガジン社）
- TOP TEN MATE 2001年10月号（若生出版）
- アクション写真塾 2002年5月号、11月号（サン出版）

## 外部サイト
※以下は、18禁サイト
- アリスJAPAN 女優詳細 深田美穂
- マックス・エー 女優詳細 深田美穂
- h.m.p 深田美穂